# Mopti
Mopti   este un oraș  în sudul statului Mali, pe Niger. Este reședința  regiunii  omonime.